# 20347 Вундерліх
20347 Вундерліх (20347 Wunderlich) — астероїд головного поясу, відкритий 23 квітня 1998 року.
Тіссеранів параметр щодо Юпітера — 3,341.